# Бьёрнсон, Бьёрнстьерне
Бьёрнстьерне Ма́ртиниус Бьёрнсон (норв. Bjørnstjerne Martinius Bjørnson; 8 декабря 1832, деревня Квикне, Норвегия — 26 апреля 1910, Париж, Франция) — норвежский писатель

, лауреат Нобелевской премии по литературе 1903 года. Бьёрнсона считают одним из четырёх великих норвежских писателей; остальные три — Генрик Ибсен, Юнас Ли и Александр Хьелланн. Бьёрнсон написал слова норвежского национального гимна «Да, мы любим этот край» (Ja, vi elsker dette landet).

## Биография

### Детство и образование

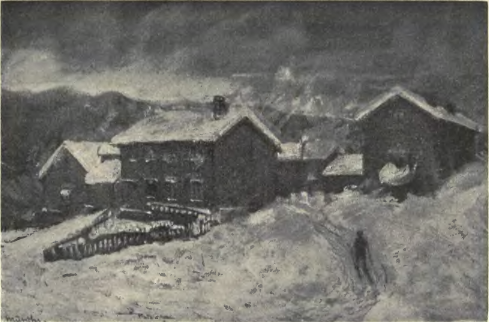
Двор Бьёрган в Квикне. Рисунок Герхарда Мунте.

Бьёрнсон родился 8 декабря 1832 года в усадьбе Бьёрган в уединённой деревне Квикне в районе Эстердален, примерно в шестидесяти милях к югу от Тронхейма. В 1837 году отца Бьёрнсона, бывшего пастором в Квикне, перевели в приход Нессет, недалеко от города Молде в губернии Ромсдал. Именно в этом живописном районе Бьёрнсон провёл своё детство.
После нескольких лет учёбы в Молде 17-летний Бьёрнсон был отправлен в латинскую школу Хельтберга в Христиании (Осло) для подготовки к университету. В этой школе учились Ибсен, Ли и Винье.
В это время Бьёрнсон осознал, что хочет продолжить заниматься поэзией (он писал стихи с одиннадцати лет). Он поступил в университет Осло в 1852 году и вскоре начал карьеру журналиста, сосредоточившись на критике драмы.

### Раннее творчество
В 1857 году Бьёрнсон опубликовал «Сюннёве Сульбаккен» (Synnøve Solbakken), свой первый роман о крестьянской жизни. В 1858 году за ним последовал «Арне» (Arne), в 1860 году — «Весёлый парень» (En glad Gut), а в 1868 году — «Рыбачка» (Fiskerjenten). Это главные образцы его крестьянских повестей (bonde-fortellinger).
Бьёрнсон стремился, как он выразился, «создать новую крестьянскую сагу» — не только в художественной прозе, но и в виде национальных драм (folke-stykker). Самой ранней из них была одноактная драма «Между битвами» (Mellem Slagene), события которой происходят в XII веке. Она была написана в 1855 году и выпущена в 1857 году. За ней последовали «Хульда-Хромоножка» (Halte-Hulda) в 1858 году и «Король Сверре» (Kong Sverre) в 1861 году. Самой важной его работой на этот момент была поэтическая трилогия «Сигурд Злой» (Sigurd Slembe), которую Бьёрнсон опубликовал в 1862 году.

### Зрелый автор
В конце 1857 года Бьёрнсон был назначен директором театра в Бергене. Эту должность он занимал два года, пока не вернулся в Христианию. С 1860 по 1863 год он много путешествовал по всей Европе. В начале 1865 года он начал управлять театром Христиании, где поставил свою комедию «Молодожёны» (De Nygifte) и романтическую трагедию «Мария Стюарт в Шотландии» (Maria Stuart i Skotland). В 1870 году Бьёрнсон опубликовал свои «Поэмы и песни» (Digte og Sange) и эпический цикл «Арнлют Геллин» (Arnljot Gelline).
Между 1864 и 1874 годами Бьёрнсон в основном занимался политикой и своей работой руководителя театра. В этот период Бьёрнсон проявился как радикальный агитатор. В 1871 году он начал дополнять свою журналистскую работу лекциями по всей Скандинавии.
С 1874 по 1876 год Бьёрнсон не был в Норвегии, и в этой добровольной ссылке он восстановил творческие силы. Его новая деятельность как драматического автора началась с социальных драм «Банкротство» (En fallit) и «Редактор» (Redaktøren) в 1874 году, приобретших реалистичный оттенок.

### «Национальный поэт»

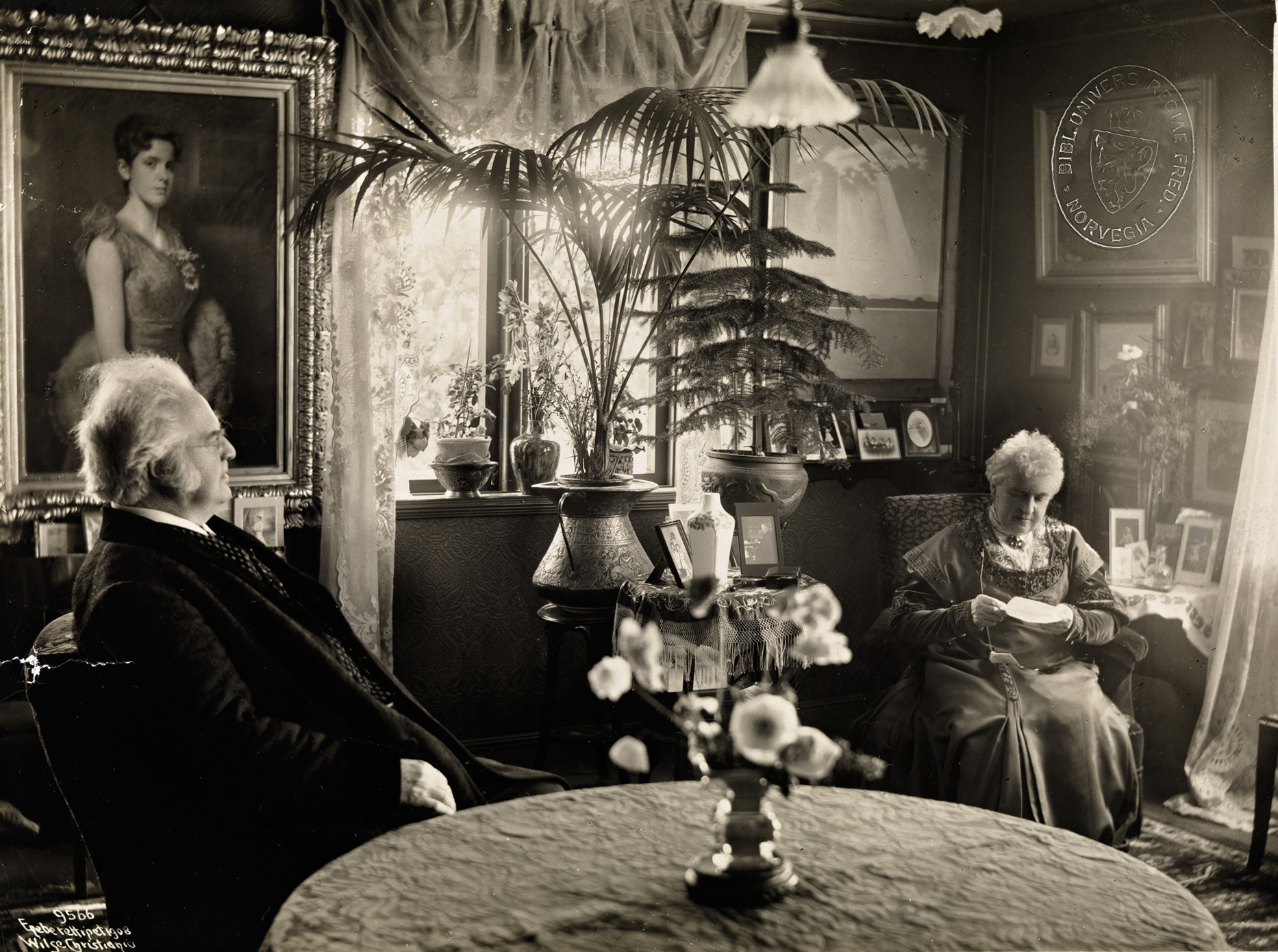
Бьёрнстьерне Бьёрнсон и Каролина Бьёрнсон в Эулестаде

Бьёрнсон поселился в своём имении Эулестад в Гёусдале. В 1877 году он опубликовал ещё один роман, «Магнхильд» (Magnhild), в котором выразил свои идеи по социальным вопросам. Тогда же он выразил свои республиканские настроения в полемической пьесе «Король» (Kongen). В более позднюю редакцию пьесы он добавил эссе об интеллектуальной свободе с дальнейшим объяснением своей позиции. В 1878 году Бьёрнсон написал роман «Капитан Мансана» (Kaptejn Mansana), посвящённый эпизоду недавней войны за объединение Италии.
Стремясь получить максимальный успех на сцене, Бьёрнсон сосредоточил свои силы на драме «Леонарда» (Leonarda, 1879) о социальной жизни, драма вызвала ожесточённые споры. Сатирическая пьеса «Новая система» (Det ny system) была выпущена через несколько недель. Хотя эти пьесы второго периода Бьёрнсона широко обсуждались, немногие из них были финансово успешны.
В 1883 году Бьёрнсон выпустил социальную драму «Перчатка» (En hanske), но не смог никого убедить её поставить, кроме как в изменённом виде. Осенью того же года Бьёрнсон опубликовал первую часть символической драмы «Сверх сил» (Over ævne), которой мистическая составляющая парадоксально сочеталась с атеизмом. Эта драма не ставилась вплоть до 1899 года (к тому времени была уже написана и вторая часть), когда получила большой успех.

### Политические интересы

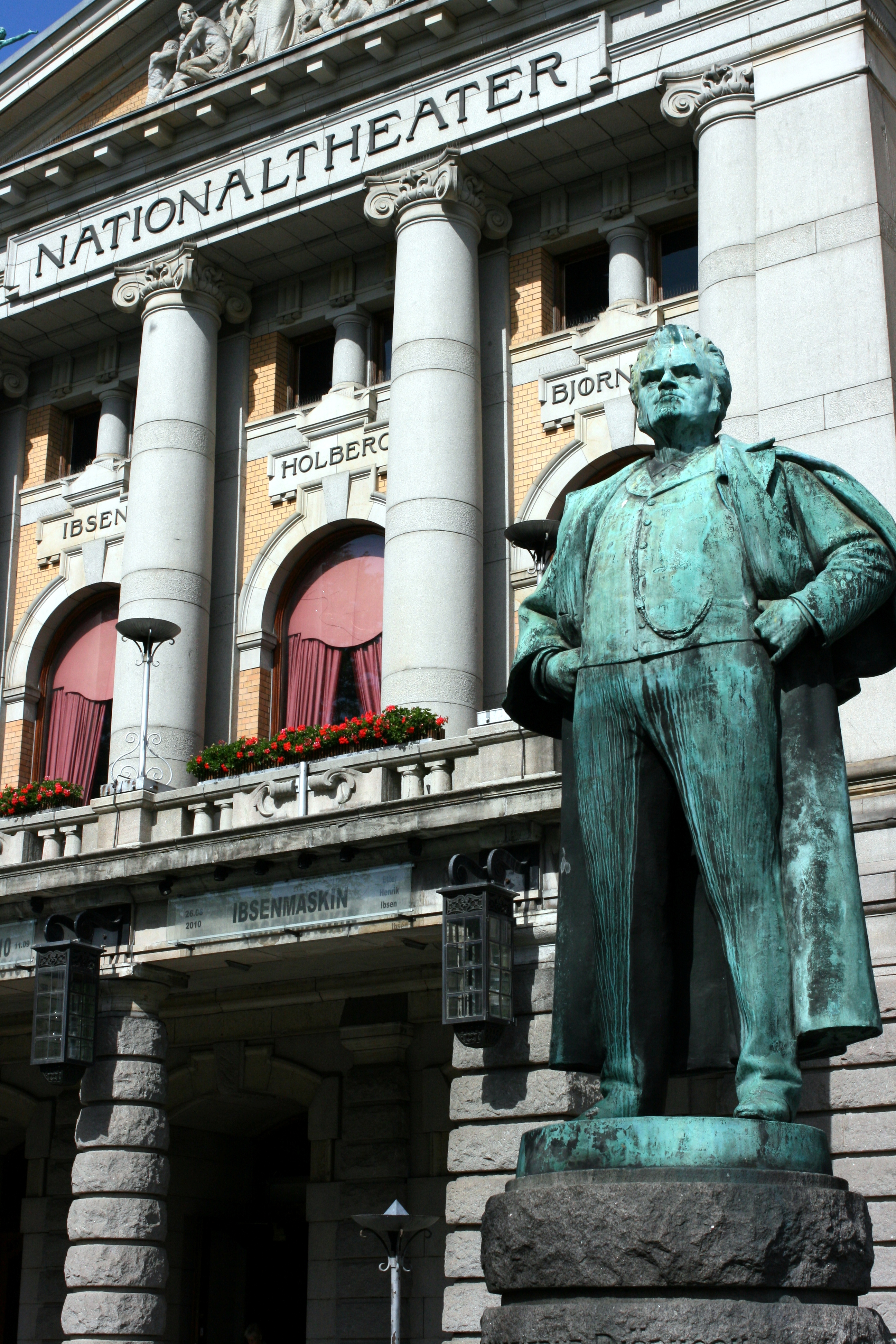
Статуя Бьёрнстьерне Бьёрнсона перед Национальным театром в Осло. Стефан Синдинг (1899)

С юности Бьёрнсон восхищался Генриком Вергеланном и стал ярким представителем норвежского левого движения. В этом вопросе он поддерживал Ивара Осена, с которым объединял свои усилия в политической борьбе в 1860-х и 70-х годах. Когда в 1881 году возводился большой памятник Вергеланну, между левыми и правыми из-за него возникло противостояние, в котором левые взяли верх. При открытии Бьёрнсон выступил с речью о Вергеланне, в которой также уважительно отозвался о конституции и фермерах.
Политические взгляды Бьёрнсона привели к обвинению его в государственной измене, и он на некоторое время укрылся в Германии, вернувшись в Норвегию в 1882 году. Убеждённый, что театр практически закрыт для него, он вернулся к романам, и опубликовал в 1884 году «Флаги реют над городом и над гаванью» (Det flager i byen og på havnen), воплотив свои теории о наследственности и воспитании. В 1889 году он напечатал ещё один длинный и не менее заметный роман, «По Божьему пути» (På guds veje), который главным образом связан с теми же проблемами. В том же году вышла в свет его комедия «География и любовь» (Geografi og Kærlighed), увенчавшаяся успехом.
Ряд рассказов об эмоциональных переживаниях, более или менее дидактического характера, был собран и опубликован в 1894 году. Затем последовали пьесы: политическая трагедия «Пауль Ланге и Тура Пареберг» (Paul Lange og Tora Parsberg, 1898), вторая часть «Свыше наших сил» (Over oevne, annet stykke, II, 1895), Laboremus (1901), «В Стархувэ» (På Storhove, 1902) и «Усадьба Даглани» (Daglannet, 1904). В 1899 году на открытии Национального театра в Осло была поставлена сага-драма Бьёрнсона «Сигурд Крестоносец» (Sigurd Jorsalafar).
Одним из важнейших для Бьёрнсона вопросов было принятие национального языка в Норвегии, отличного от датско-норвежского, на котором писались большинство произведений норвежской литературы. На раннем этапе, до 1860 года, Бьёрнсон сам экспериментировал с ланнсмолом, на котором написал по крайней мере один рассказ. Однако вскоре он потерял интерес к ланнсмолу, хотя впоследствии выражал сожаление о том, что не овладел этим языком мастерски.
За последние двадцать лет своей жизни он написал сотни статей в ведущие европейские газеты. Так, он критиковал французское правосудие из-за дела Дрейфуса, а также боролся за право детей в Словакии учить родной язык.

### На склоне лет

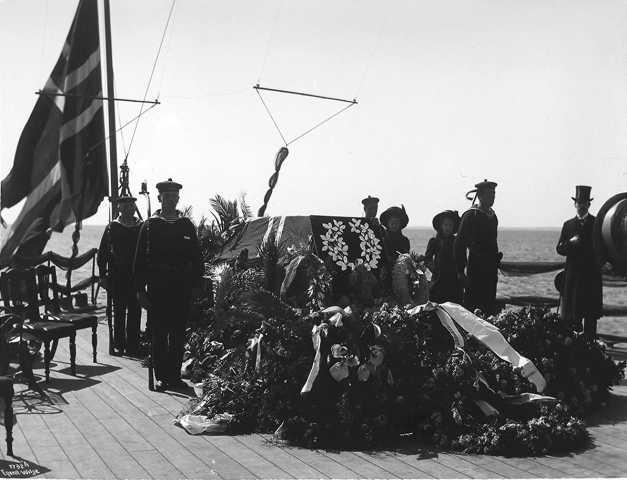
Гроб Бьёрнсона на борту HNoMS Norge

С самого начала дела Дрейфуса Бьёрнсон был убеждённым сторонником Альфреда Дрейфуса, и, по словам современника, писал «в газеты статью за статьёй и провозглашал на все лады свою веру в его невиновность».
Бьёрнсон был одним из первых членов Норвежского Нобелевского комитета, присуждающего Нобелевскую премию мира, в котором он состоял с 1901 по 1906 год. В 1903 году Бьёрнсон получил Нобелевскую премию по литературе.
Бьёрнсон сделал столько, как никто другой, чтобы поднять норвежские националистические чувства, но в 1903 году, на грани разрыва между Норвегией и Швецией, он выступал в Норвегии за примирение и умеренность. В 1905 году, когда Норвегия пыталась разорвать насильственно навязанную унию со Швецией, Бьёрнсон отправил телеграмму премьер-министру Норвегии со словами: «Настало время поддержать единый фронт». Министр ответил: «Сейчас самое время держать наши рты закрытыми».

### Бьёрнсон и словаки
В возрасте 75 лет Бьёрнсон познакомился со Словацким вопросом. Словакия, входившая тогда в состав Венгерского королевства, стояла перед угрозой потери национальной идентичности из-за интенсивной мадьяризации. О трагедии словацкого народа Бьёрнсон впервые прочёл в статье чешских словакофилов Е. Ледерера (Lederer), А. Гейдука (Heyduk) и К. Калала (Kálal). Они писали о нации, «осуждённой на смерть на Венгерском острове свободы». Большой фактический материал Бьёрнсон почерпнул в статьях словацкого священника Антона Штефаника, который восклицал: 
В Венгрии за фасадом «либерализма» укрыт так и не реализованный Национальный закон 1868 года!
 Особое возмущение вызывал Школьный закон, продвинутый в венгерском парламенте министром культов и образования графом Альбертом Аппоньи (Apponyi Albert) и запрещавший употребление словацкого языка в учебных заведениях.

Бьёрнсон посвятил словацкиму вопросу серию статей в мюнхенской газете «März», а также в парижской «Le Courrier Européen», римской «Spettatore» и венской «Neue Freie Presse». 
Отнимать у детей их родной язык — это то же самое, что отрывать их от материнской груди!
 — писал Бьёрнсон.

### Смерть Бьёрнсона
Бьёрнсон умер 26 апреля 1910 года в Париже, где в течение нескольких лет проводил зиму, и был похоронен в Норвегии с почестями. Для доставки его останков был отправлен норвежский корабль береговой обороны HNoMS Norge.

## Семья Бьёрнсона

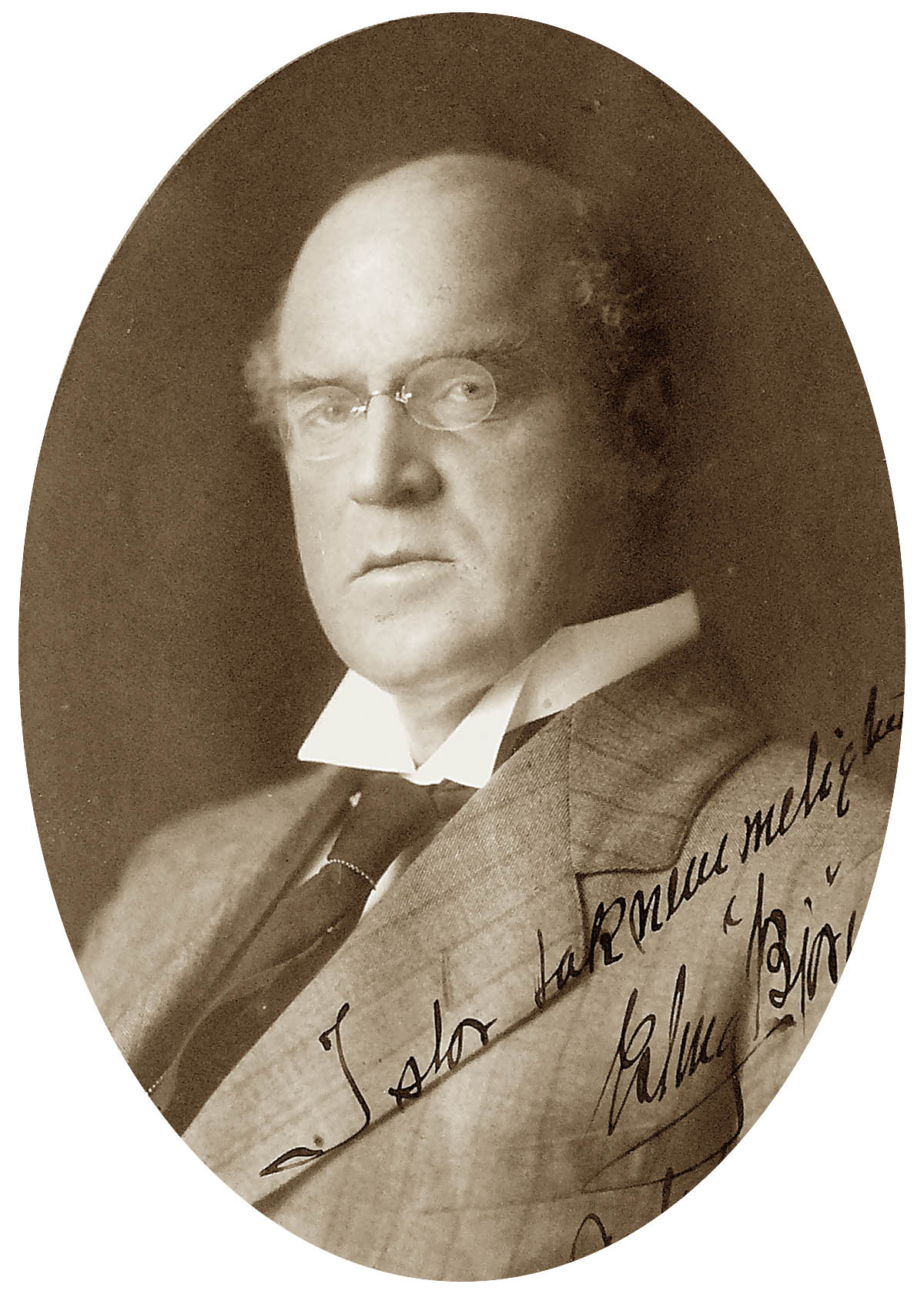
Сын Бьёрнсона Эрлинг

Бьёрнсон был сыном преподобного Педера Бьёрнсона и Ингер Элисы Нордрок. Он женился на Каролине Реймерс (1835—1934) в 1858 году. У них было шестеро детей, пять из которых дожили до взрослого возраста:
- Бьёрн Бьёрнсон (1859—1942)
- Эйнар Бьёрнсон (1864—1942)
- Эрлинг Бьёрнсон (1868—1959)
- Берглиот Бьёрнсон (1869—1953)
- Дагни Бьёрнсон (1871—1872)
- Дагни Бьёрнсон (1876—1974)

Каролина Бьёрнсон жила в Эулестаде до своей смерти в 1934 году.
Когда Бьёрнсону было к пятидесяти, у него начался роман с 17-летней Гури Андерсдоттер (умерла в 1949 году), в результате которого у них родился сын Андерс Ундердал (1880—1973). Андерс стал отцом будущей писательницы Маргит Сандему.

## Сочинения

### Драматургия
- Между битвами (Mellem Slagene, 1856).
- Хульда-Хромоножка (Halte-Hulda, 1857).
- Король Сверре (Kong Sverre, 1861).
- Сигурд Злой (Sigurd Slembe, 1862).
- Мария Стюарт в Шотландии (Maria Stuart i Skotland, 1863).
- Молодожёны (De Nygifte, 1865).
- Сигурд Крестоносец (Sigurd Jorsalafar, 1872).
- Король Эйстейн (Kong Eystein, 1873).
- Банкротство (En fallit, 1874).
- Редактор (Redaktøren, 1874).
- Король (Kongen, 1876).
- Леонарда (Leonarda, 1879).
- Новая система (Det ny system, 1879).
- Перчатка (En hanske, 1883).
- Свыше наших сил. Часть первая (Over ævne, første stykke, I, 1883).
- География и любовь (Geografi og Kærlighed, 1885).
- Свыше наших сил. Часть вторая (Over oevne, annet stykke, II, 1895).
- Пауль Ланге и Тура Парсберг (Paul Lange og Tora Parsberg, 1898).
- Laboremus (Laboremus, 1900).
- В Стархувэ (På Storhove, 1902).
- Усадьба Даглани (Daglannet, 1904).
- Когда бродит молодое вино (Når den ny vin blomstrer, 1909).

### Романы
- Сюннёве Сульбаккен (Synnøve Solbakken, 1857).
- Арне (Arne, 1859).
- Весёлый парень (En glad Gut, 1860).
- Рыбачка (Fiskerjenten, 1868).
- Свадебный марш (Brudeslåtten, 1872).
- Капитан Мансана (Kaptejn Mansana, 1875).
- Магнхильд (Magnhild, 1877).
- Отец (Faderen, 1882).
- Флаги веют над городом и над гаванью (Det flager i byen og på havnen, 1884).
- По Божьему пути (På guds veje, 1889).

### Поэзия
- Арнлют Геллин (Arnljot Gelline, 1870).
- Поэмы и песни (Digte og Sange, 1880).
- Фред (Fred, 1891).
- Гимн Норвегии (Norges Vel, 1909).

### Издание сочинений в русском переводе
- Дочь Рыбачки (Fiskerjenten). Роман. Перевод А. П. Зенкевич.// журнал «Изящная Литература», № 7, 1883.
- Два деятеля. Рассказ Бьернстьерне-Бьернсона / Перевод с норвежского В. Э. Фирсова. — Санкт-Петербург: С.-Петерб. ком. грамотности, состоящий при Имп. Вольн. экон. о-ве, 1895. — 47 с.; 20 см. — (Школа и читальня; № 90);
- Свадебный марш. Повесть Бьернстьерне-Бьернсона / Перевод В. Э. Форселлеса-Фирсова. — Санкт-Петербург: С.-Петерб. ком. грамотности, состоящий при Имп. Вольн. экон. о-ве, 1895. — 63 с.; 20 см;
- Бьёрнстьерне Бьёрнсон «Один день». Перевод А. и П. Ганзен. Ежемесячные литературные приложения к журналу «Нива» № 2 1901
- Бьёрнстьерне Бьёрнсон «Перчатка». Перевод А. и П. Ганзен. Издание 2-е. Издание т-ва «Знание», Санкт-Петербург 1903 г.
- Б. Бьернсон. Когда цветет молодое вино. Комедия // Фиорды. Дикий лес.(Датские, норвежские, шведские писатели в переводах А. и П. Ганзен). Сборник № 3. СПБ. Изд-е т-ва А. Ф. Маркс 1911.
- Б. Бьернсон. Пьесы (Хульда-Хромоножка. Банкротство. Редактор. Новая система. Свыше наших сил, I—II). Библиотека драматурга. Пер. с норв. Вступительная статья В. Адмони. Примечания В. Матусевича М.-Л.: Искусство, 1961.
- Бьёрнстьерне Бьёрнсон. Избранное. Пер. с норв. М.: Государственное издательство художественной литературы, 1959.
- Сюнневе Сульбаккен. М., 1961.